# Сателлит (поисковая оптимизация)
Сателли́т — вспомогательный сайт, который оказывает помощь в продвижении основного сайта, определённой компании или товара (сервиса). Нередко сателлиты делают для того, чтобы оккупировать полностью или частично топ-10 выдачи поисковой машины.
Часто сателлиты создаются для извлечения выгоды путём продажи гиперссылок, построения сетей сайтов с целью манипулирования результатами SERP, заработка на контекстной рекламе. Иногда в рамках сетей сателлиты связывают между собой (создают т.н. частную сеть блогов (private blog network - PBN) гиперссылками для поднятия статического веса сателлитов — осуществляют так называемую перелинковку.
Различают 3 типа сателлитов:
- Статические — сателлиты, собранные без использования какой-либо CMS. Как правило, не обновляются.
- Динамические — сателлиты, сделанные на базе CMS. В большинстве случаев обновляются. В связи с этим имеют бо́льшую защищённость от бана в поисковых системах.
- Дорвеи — Doorways (Hallways, Metatags&Cloaking и т. п.) — вид сателлитов, предназначенных для перенаправления поискового трафика на другие порталы